# 教育音楽 (雑誌)
『教育音楽』（きょういくおんがく）は、音楽教育に関する季刊誌。音楽之友社が発行しており、年4回（3月、6月、9月、12月）発売される。別冊付録「楽譜資料」を通じて、『旅立ちの日に』『マイ バラード』『COSMOS』『大切なもの』などの合唱曲を発表してきた。

## 概要
小学校・中学校・高校の音楽教諭や合唱指導者を主な対象とし、授業や合唱活動に役立つ情報を提供している。教材研究、指導法、最新の教育動向、合唱曲の紹介など、実践的な内容が掲載されている。合唱曲の楽譜が付録として掲載されることが特徴の一つとなっている。

## 歴史
1946年（昭和21年）12月の創刊以来、学校教育における音楽指導の充実を目的として、多くの教育者、作曲家、指揮者が音楽科教育に関する情報を提供してきた。
創刊号では、「唱法の問題」が特集として取り上げられ、平井康三郎（本名：平井保喜）が「唱法の問題が音楽教育の出発点であり、現今音楽教育界の最大問題の一つである」と述べている。（平井保喜「音楽教育の出発点」教育音楽・創刊号）
2024年9月号をもって月刊誌としての刊行を終了し、2025年冬号（2024年12月発売）から小学版と中学・高校版を統合した季刊誌として発行されることとなった。

## 内容
- 特集記事: 音楽教育に関するテーマを深く掘り下げる。
- インタビュー: 音楽教育に関わる専門家や著名人へのインタビュー。
- 実践報告: 各学校における授業の実践や合唱活動の報告。
- 指導法: 授業や合唱指導の具体的な方法を紹介。
- 対談企画: 教育現場で活躍する教員や作曲家による対談。
- 連載: 教員や合唱に関わる作曲家による寄稿や連載記事。
- 合唱曲紹介: 新作や定番の合唱曲を別冊付録に楽譜付きで掲載。

## 本誌で発表された主な合唱曲
中学・高校版
- 『マイ バラード』（1988年3月号）
- 『旅立ちの日に』（1992年1月号）
- 『この地球のどこかで』（1997年10月号）
- 『君とみた海』（1999年1月号）
- 『今日から明日へ』（2000年8月号）
- 『HEIWAの鐘』（2001年5月号）
- 『生命が羽ばたくとき』（2001年8月号）
- 『大切なもの』（2005年10月号）
- 『あなたへ-旅立ちに寄せるメッセージ-』（2006年10月号）
- 『時を越えて』（2008年8月号）
- 『明日へつなぐもの』（2009年11月号）
- 『地球星歌～笑顔のために～』（2009年12月号）
- 『小さな勇気』（2011年10月号）
- 『君と歩こう』（2012年7月号）

小学版
- 『Smile Again』（1995年11月号）
- 『お陽さまになって』（1997年10月号）
- 『COSMOS』（2000年1月号）
- 『With You Smile』（2000年5月号）
- 『あなたにありがとう』（2001年1月号）
- 『U＆I』（2002年3月号）
- 『手のひらをかざして』（2007年3月号）
- 『一等星の夢』（2007年5月号）
- 『君の笑顔が好きだから』（2008年12月号）
- 『いつかこの海をこえて』（2012年5月号）
- 『ありがとう6年生』（2012年12月号）
- 『ありがとうの約束』（2014年9月号）
- 『ぜんぶ～卒業式バージョン～』（2015年3月号）
- 『次の空へ』（2016年11月号）
- 『笑顔の花が咲くように』（2020年7月号）